# 2023年BWFワールドツアー
2023年BWFワールドツアー（英語: 2023 BWF World Tour）は、BWFが主催する、BWFワールドツアーファイナルズまでの全31大会の2023年シーズン。
31大会の内訳は、レベル1（BWFワールドツアーファイナルズ）、レベル2（スーパー1000）が4大会、レベル3（スーパー750）が6大会、レベル4（スーパー500）が9大会、レベル5（スーパー300）が11大会で構成されている。
大会のもう1つのグレードとして、レベル6（スーパー100）があり、2023年は9大会が開催される。

## 優勝選手
| 大会                           | 詳細         | 男子シングルス                   | 女子シングルス                     | 男子ダブルス                                                        | 女子ダブルス                                                | 混合ダブルス                                                      |
| ファイナルズ                   | ファイナルズ | ファイナルズ                     | ファイナルズ                       | ファイナルズ                                                        | ファイナルズ                                                | ファイナルズ                                                      |
| ------------------------------ | ------------ | -------------------------------- | ---------------------------------- | ------------------------------------------------------------------- | ----------------------------------------------------------- | ----------------------------------------------------------------- |
| ワールドツアーファイナルズ     | 詳細         | ビクター・アクセルセン           | 戴資穎                             | 姜敏赫 徐承宰                                                       | 陳清晨 賈一凡                                               | 鄭思維 黄雅瓊                                                     |
| スーパー1000                   |              |                                  |                                    |                                                                     |                                                             |                                                                   |
| マレーシア・オープン           | 詳細         | ビクター・アクセルセン           | 山口茜                             | ファジャル・アルフィアン ムハマド・リアン・アルディアント           | 陳清晨 賈一凡                                               | 鄭思維 黄雅瓊                                                     |
| 全英オープン                   | 詳細         | 李詩灃                           | 安洗塋                             | ファジャル・アルフィアン ムハマド・リアン・アルディアント           | 金昭映 孔熙容                                               | 鄭思維 黄雅瓊                                                     |
| インドネシア・オープン         | 詳細         | ビクター・アクセルセン           | 陳雨菲                             | サトウィクサイラジ・ランキレッディ チラグ・シェッティ               | 白荷娜 李昭希                                               | 鄭思維 黄雅瓊                                                     |
| 中国オープン                   | 詳細         | ビクター・アクセルセン           | 安洗塋                             | 梁偉鏗 王昶                                                         | 陳清晨 賈一凡                                               | 徐承宰 蔡侑玎                                                     |
| スーパー750                    |              |                                  |                                    |                                                                     |                                                             |                                                                   |
| インド・オープン               | 詳細         | クンラブット・ビチットサーン     | 安洗塋                             | 梁偉鏗 王昶                                                         | 松山奈未 志田千陽                                           | 渡辺勇大 東野有紗                                                 |
| シンガポール・オープン         | 詳細         | アンソニー・シニスカ・ギンティン | 安洗塋                             | 保木卓朗 小林優吾                                                   | 陳清晨 賈一凡                                               | マシアス・クリスティアンセン アレクサンドラ・ボイエ               |
| ジャパン・オープン             | 詳細         | ビクター・アクセルセン           | 安洗塋                             | 李洋 王齊麟                                                         | 金昭映 孔熙容                                               | 渡辺勇大 東野有紗                                                 |
| デンマーク・オープン           | 詳細         | 翁泓陽                           | 陳雨菲                             | アーロン・チア ソー・ウーイック                                     | 陳清晨 賈一凡                                               | 馮彥哲 黄東萍                                                     |
| フランス・オープン             | 詳細         | ジョナタン・クリスティー         | 陳雨菲                             | キム・アストルプ アンダース・スカールプ・ラスムセン                 | 劉聖書 譚寧                                                 | 蒋振邦 魏雅欣                                                     |
| 中国マスターズ                 | 詳細         | 奈良岡功大                       | 陳雨菲                             | 梁偉鏗 王昶                                                         | 松山奈未 志田千陽                                           | 鄭思維 黄雅瓊                                                     |
| スーパー500                    |              |                                  |                                    |                                                                     |                                                             |                                                                   |
| インドネシア・マスターズ       | 詳細         | ジョナタン・クリスティー         | 安洗塋                             | レオ・ローリー・カルナンド ダニエル・マーティン                     | 劉聖書 張殊賢                                               | 馮彥哲 黄東萍                                                     |
| マレーシア・マスターズ         | 詳細         | プラノイ H.S.                    | 山口茜                             | 姜敏赫 徐承宰                                                       | 白荷娜 李昭希                                               | デチャポル・プアヴァラヌクロー サプシリー・タエラッタナチャイ     |
| タイ・オープン                 | 詳細         | クンラブット・ビチットサーン     | 安洗塋                             | 梁偉鏗 王昶                                                         | 金昭映 孔熙容                                               | 金元昊 鄭娜銀                                                     |
| カナダ・オープン               | 詳細         | ラクシャ・セン                   | 山口茜                             | キム・アストルプ アンダース・スカールプ・ラスムセン                 | 松山奈未 志田千陽                                           | 緑川大輝 齋藤夏                                                   |
| 韓国オープン                   | 詳細         | アンダース・アントンセン         | 安洗塋                             | サトウィクサイラジ・ランキレッディ チラグ・シェッティ               | 陳清晨 賈一凡                                               | 馮彥哲 黄東萍                                                     |
| オーストラリア・オープン       | 詳細         | 翁泓陽                           | ベイウェン・ツァン                 | 姜敏赫 徐承宰                                                       | 金昭映 孔熙容                                               | 馮彥哲 黄東萍                                                     |
| 香港オープン                   | 詳細         | ジョナタン・クリスティー         | 山口茜                             | キム・アストルプ アンダース・スカールプ・ラスムセン                 | アプリヤニ・ラハユ シティ・ファディア・シルバ・ラマダンティ | 郭新娃 魏雅欣                                                     |
| 北極オープン                   | 詳細         | リー・ジージャ                   | 韓悦                               | キム・アストルプ アンダース・スカールプ・ラスムセン                 | 劉聖書 譚寧                                                 | 馮彥哲 黄東萍                                                     |
| ジャパン・マスターズ           | 詳細         | ビクター・アクセルセン           | グレゴリア・マリスカ・トゥンジュン | 何濟霆 任翔宇                                                       | 張殊賢 鄭雨                                                 | 鄭思維 黄雅瓊                                                     |
| スーパー300                    |              |                                  |                                    |                                                                     |                                                             |                                                                   |
| タイ・マスターズ               | 詳細         | 林俊易                           | 張芸曼                             | レオ・ローリー・カルナンド ダニエル・マーティン                     | ベンヤパ・エイムサード ヌンタカーン・エイムサード           | 馮彥哲 黄東萍                                                     |
| ドイツ・オープン               | 詳細         | 伍家朗                           | 山口茜                             | 催率圭 金元昊                                                       | 白荷娜 李昭希                                               | 馮彥哲 黄東萍                                                     |
| スイス・オープン               | 詳細         | 渡邉航貴                         | ポルンパウィ・チョチュウォン       | サトウィクサイラジ・ランキレッディ チラグ・シェッティ               | 宮浦玲奈 櫻本絢子                                           | 蒋振邦 魏雅欣                                                     |
| スペイン・マスターズ           | 詳細         | 常山幹太                         | グレゴリア・マリスカ・トゥンジュン | 何濟霆 周昊東                                                       | 劉聖書 譚寧                                                 | マシアス・クリスティアンセン アレクサンドラ・ボイエ               |
| オルレアン・マスターズ         | 詳細         | プリヤンシュ・ラジャワット       | カロリーナ・マリン                 | 陳柏陽 劉毅                                                         | 宮浦玲奈 櫻本絢子                                           | チェン・タンジー トー・イーウェイ                                 |
| 台北オープン                   | Report       | チコ・アウラ・ドゥウィ・ワルドヨ | 戴資穎                             | マン・ウェイチョン ティー・カイウン                                 | 李幽琳 申昇瓚                                               | チェン・タンジー トー・イーウェイ                                 |
| USオープン                     | 詳細         | 李詩灃                           | スパニダ・カテトン                 | ゴー・ジーフェイ ヌル・イズディン                                   | 劉聖書 譚寧                                                 | 葉宏蔚 李佳馨                                                     |
| New Zealand Open               | Report       | Cancelled                        | Cancelled                          | Cancelled                                                           | Cancelled                                                   | Cancelled                                                         |
| Hylo Open                      | Report       | 周天成                           | ベイウェン・ツァン                 | 劉雨辰 欧烜屹                                                       | 張殊賢 鄭雨                                                 | 鄧俊文 謝影雪                                                     |
| 韓国マスターズ                 | 詳細         | 桃田賢斗                         | 金佳恩                             | 李哲輝 楊博軒                                                       | 鄭娜銀 金慧貞                                               | 徐承宰 蔡侑玎                                                     |
| Syed Modi International        | Report       | 戚又仁                           | 奥原希望                           | チュン・ホンジャン ムハマド・ハイカル                               | 岩永鈴 中西貴映                                             | デジャン・フェルディナンシャー グロリア・エマニュエル・ウィジャヤ |
| スーパー100                    |              |                                  |                                    |                                                                     |                                                             |                                                                   |
| Ruichang China Masters         | Report       | 孫飛翔                           | Lin Hsiang-ti                      | 陳柏陽 劉毅                                                         | 陳笑菲 馮雪穎                                               | 蒋振邦 魏雅欣                                                     |
| Indonesia Masters Super 100 I  | Report       | キラン・ジョージ                 | Ester Nurumi Tri Wardoyo           | サバル・カリャマン・グタマ ムハマド・レザ・パーレヴィ・イスファハニ | Lanny Tria Mayasari Ribka Sugiarto                          | ヤプ・ロイキン ヴァレリー・ショウ                                 |
| Vietnam Open                   | Report       | 黄郁豈                           | グエン・トゥイリン                 | 三橋健也 岡村洋輝                                                   | Hsieh Pei-shan Tseng Yu-chi                                 | 西大輝 佐藤灯                                                     |
| Kaohsiung Masters              | Report       | 林俊易                           | Liang Ting-yu                      | ゴー・ジーフェイ ヌル・イズディン                                   | Setyana Mapasa Angela Yu                                    | 西大輝 佐藤灯                                                     |
| Abu Dhabi Masters              | Report       | マッズ・クリストファーセン       | Unnati Hooda                       | ゴー・ジーフェイ ヌル・イズディン                                   | Tanisha Crasto Ashwini Ponnappa                             | マッズ・ヴェスターガード クリスティン・バスチ                     |
| Indonesia Masters Super 100 II | Report       | 大林拓真                         | 宮崎友花                           | 三橋健也 岡村洋輝                                                   | Lanny Tria Mayasari Ribka Sugiarto                          | ジャファル・ヒダヤトゥラー Aisyah Salsabila Putri Pranata         |
| Malaysia Super 100             | Report       | レオン・ジュンハオ               | ピチャモン・オパトニプス           | 陳政寛 陳勝発                                                       | ラクシカ・カンラハ ファタイマス・ムエンウォン               | チャン・ペンソン Cheah Yee See                                    |
| Guwahati Masters               | Report       | ヨハネス・サウト・マルセリーノ   | ラリンラット・チャイワン           | チュン・ホンジャン ムハマド・ハイカル                               | Tanisha Crasto Ashwini Ponnappa                             | ヒー・ヨンカイ・テリー タン・ウェイハン・ジェシカ                 |
| Odisha Masters                 | Report       | サティシュ・クマル・カルナカラン | 奥原希望                           | 林秉緯 蘇敬恒                                                       | Meilysa Trias Puspita Sari Rachel Allessya Rose             | Dhruv Kapila Tanisha Crasto                                       |

| ファイナルズ     |
| スーパー1000 (4) |
| スーパー750 (6)  |
| スーパー500 (9)  |
| スーパー300 (11) |
| スーパー100 (10) |